# Otto Bütschli
Otto Bütschli, född 3 maj 1848 i Frankfurt am Main och död 3 februari 1920 i Heidelberg, var en tysk zoolog.
Bütschli blev 1878 professor i Heidelberg. Bütschlis äldsta vetenskapliga arbeten behandlar utvecklingen och anatomin hos flera ryggradslösa djur. Senare blev cellen och urdjuren föremål för hans undersökningar. Hans Studien über die ersten Entwicklungsvorgänge der Eizelle (1876) är grundläggande för vår kännedom om kärn- och celldelningen. I Heinrich Georg Bronns Klassen und Ordnungen bearbetade han på ett utmärkt sätt urdjuren. I senare arbeten försökte han utreda protoplasmans finare struktur och uppfattade den som skumliknande. Härigenom kom han även in på undersökningar över kolloiders, kristallers, bakteriers och blågröna algers byggnad. Bland Bütschlis övriga skrifter märks Mechanismus und Vitalismus (1901) och Vorlesungen über vergleichende Anatomie (1910 ff.).